# Swiatłana Cichanouska
Swiatłana Hieorhijeuna Cichanouska z domu Pilipczuk (biał. Святлана Георгіеўна Ціханоўская / Піліпчук; ur. 11 września 1982 w Mikaszewiczach) – białoruska działaczka polityczna, liderka białoruskiej opozycji, kandydatka na prezydenta Białorusi w wyborach prezydenckich w 2020 roku.

## Życiorys

### Wczesne lata i aktywność zawodowa
Urodziła się 11 września 1982 roku w Mikaszewiczach w obwodzie brzeskim. W 2000 ukończyła II Liceum w Mikaszewiczach, a następnie studia językoznawcze na Państwowym Uniwersytecie Pedagogicznym w Mozyrzu. Cichanouska pracowała jako tłumaczka w różnych organizacjach, w tym w irlandzkiej organizacji charytatywnej Chernobyl Life Line.

### Działalność polityczna
15 maja 2020, po odmowie przez Centralną Komisję Republiki Białorusi ds. Wyborów i Prowadzenia Referendów Krajowych (CKW) rejestracji grupy inicjatywnej, jak również aresztowaniu jej męża, Siarhieja, Swiatłana Cichanouska złożyła w CKW dokumenty w celu zarejestrowania własnej grupy inicjatywnej w wyborach prezydenckich.
20 maja 2020 CKW, na czele której stała Lidzija Jarmoszyna, zarejestrowała grupę inicjatywną Swiatłany Cichanouskiej. Jej mąż, Siarhiej Cichanouski, został przewodniczącym sztabu grupy inicjatywnej. 29 maja 2020 w Grodnie odbyło się zgromadzenie w celu zebrania podpisów w celu rejestracji Swiatłany Cichanouskiej jako kandydatki na urząd prezydenta Białorusi, podczas której zatrzymano Siarhieja Cichanouskiego, koordynatora grupy inicjatywnej Dmitrija Furmanowa i innych. W sumie zatrzymano 10 osób.
Kolejne zgromadzenia zbierające podpisy wsparcia Swiatłany Cichanouskiej gromadziły kolejki w Mińsku i innych miastach Białorusi. Na członków grupy inicjatywnej Swiatłany Cichanouskiej wywierano presję; koordynatorów i działaczy zatrzymywano w całym kraju. 15 maja 2020 zatrzymano sekretarza prasowego grupy inicjatywnej Aleksandra Kabanowa. Razem z członkami grupy inicjatywnej zatrzymano już zebrane podpisy. 11 czerwca 2020 Cichanouska opublikowała apel, w którym powiedziała, że odwołuje wszystkie zgromadzenia w celu zbierania podpisów w Mińsku i miastach regionalnych w dniach 12, 13 i 14 czerwca z powodu obaw, że może tam dojść do prowokacji przeciwko członkom jej grupy inicjatywnej. 15 czerwca poinformowano, że zebrano ponad 100 tysięcy podpisów poparcia dla Cichanouskiej.

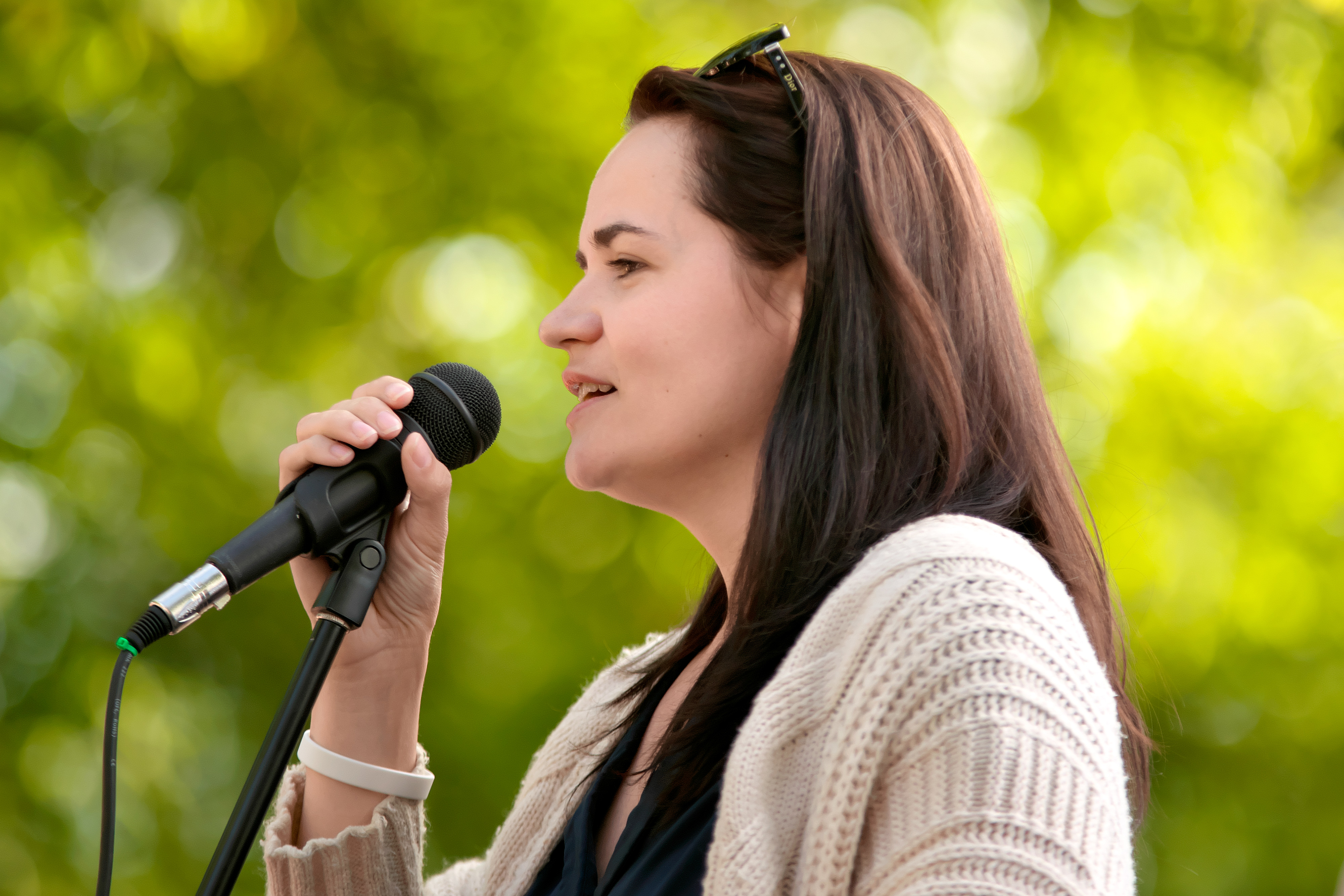
Swiatłana Cichanouska przemawiająca na wiecu w Mińsku (czerwiec 2020)

16 czerwca 2020 podczas podróży w celu przekazania list podpisów komisjom wyborczym Swiatłana Cichanouska odebrała telefon, w którym nieznana osoba zażądała zaprzestania udziału w kampanii prezydenckiej, grożąc Cichanouskiej i jej dzieciom. Później Swiatłana Cichanouska ogłosiła, że zamierza nadal uczestniczyć w wyborach. 30 czerwca Cichanouska złożyła dokumenty do CKW w celu jej rejestracji jako kandydatki na urząd prezydenta.
14 lipca 2020 odbyło się posiedzenie CKW w sprawie rejestracji kandydatów na urząd prezydenta, w wyniku którego zarejestrowano Swiatłanę Cichanouską mimo błędu w zeznaniu podatkowym – Cichanouska nie wskazała, że jej mąż posiada dom w obwodzie homelskim. Członkowie CKW jednogłośnie przegłosowali zarejestrowanie Cichanouskiej jako kandydatki na prezydenta.
16 lipca 2020 odbyło się spotkanie przedstawicieli sztabu Swiatłany Cichanouskiej, Wiktara Babaryki i Waleryja Cepkały. W wyniku spotkania sztaby zgodziły się na zjednoczenie i przedstawiły wspólne cele, w tym wezwanie do głosowania 9 sierpnia, udział w obserwacji wyborów, uwolnienie więźniów politycznych i ekonomicznych. Istotnym motywem zjednoczenia są ponowne wybory, w których będą uczestniczyły kandydaci alternatywni, którzy obecnie przebywają w więzieniu.
W wyborach prezydenckich na Białorusi w 2020 roku według oficjalnych danych uzyskała wynik 10,1% (588 622 głosów), jednocześnie przegrywając z urzędującym prezydentem Alaksandrem Łukaszenką. Wynik nie został uznany przez samą Cichanouską, a także przeciwników obecnego prezydenta. Przez kraj przetoczyły się fale protestów i strajków, a ich inicjatorzy oskarżali białoruskie władze o fałszerstwo.
10 sierpnia 2020 media podały, że Swiatłana Cichanouska jest przetrzymywana w biurze CKW. Jej sztab potwierdził tę informację, a także przekazał, że z byłą kandydatką nie ma kontaktu. Następnego dnia w internecie został opublikowany film, w którym Cichanouska potwierdza informację o swoim wyjeździe na Litwę: „Sama podjęłam decyzję o wyjeździe z kraju [na Litwę] (...) Nie daj Boże, by ktoś stanął przed takim wyborem, przed jakim stanęłam ja”.

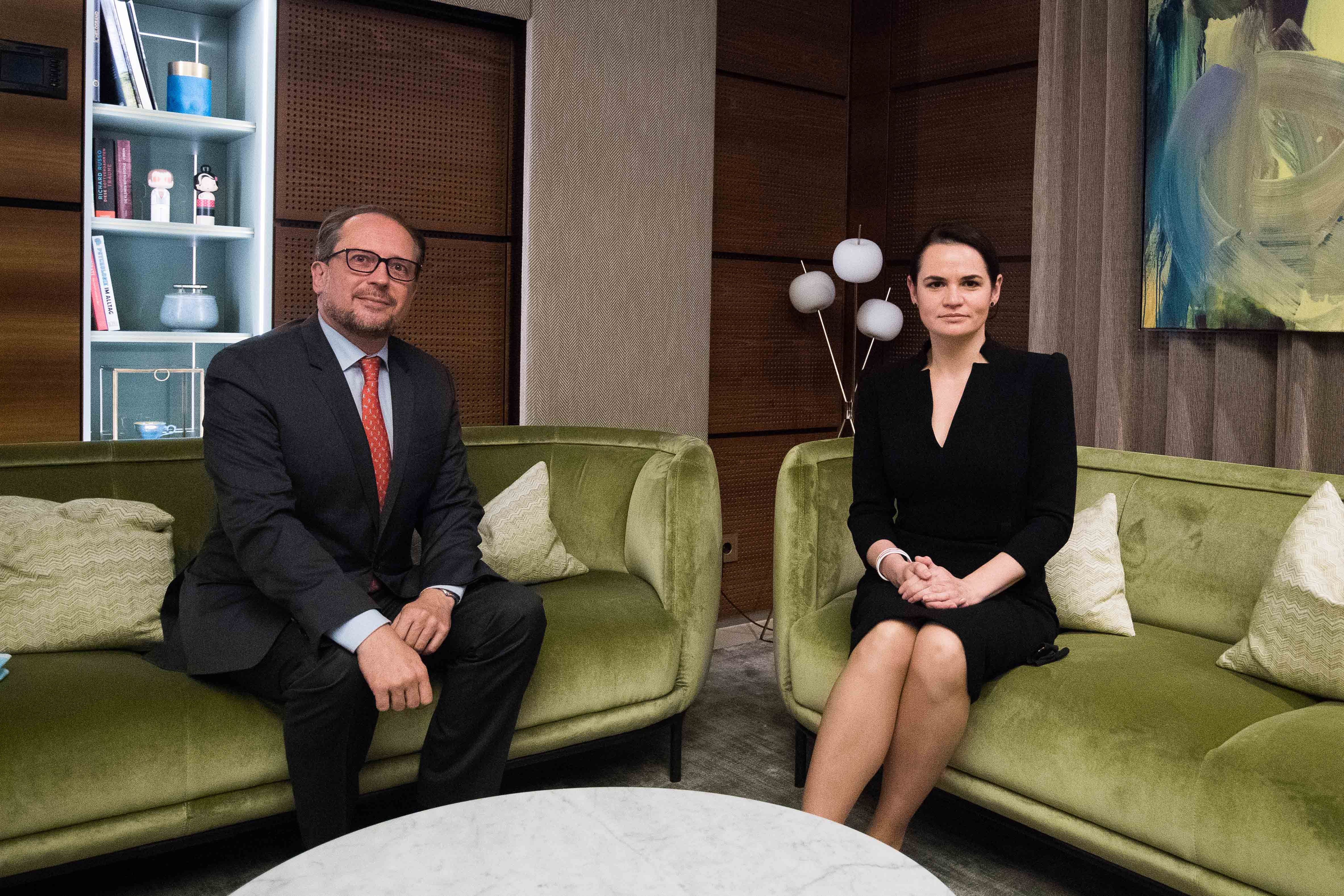
Swiatłana Cichanouska w czasie spotkania z Alexandrem Schallenbergiem

14 sierpnia 2020 Cichanouska opublikowała film, w którym twierdzi, że wygrała wybory prezydenckie na Białorusi w 2020 roku uzyskując od 60 do 70% głosów i zaapelowała do społeczności międzynarodowej o uznanie jej za zwycięzcę. Cichanouska poinformowała również o utworzeniu Rady Koordynacyjnej, która zajmie się przekazaniem władzy od Łukaszenki. O członkostwo w radzie mógł ubiegać się każdy obywatel Białorusi, który uznał wybory za sfałszowane, a któremu zaufała grupa społeczna, będący autorytetem, np. lekarzem, nauczycielem, przedstawiciel biznesu, pisarzem czy sportowcem. 17 sierpnia 2020 Cichanouska ogłosiła, że jest gotowa zostać narodowym liderem Białorusi.
W sierpniu 2022 ogłosiła zamiar powołania rządu tymczasowego Białorusi pod swoim przywództwem.
W styczniu 2023 roku Ministerstwo Spraw Wewnętrznych Białorusi uznało struktury Swietłany Cichanouskiej za ugrupowanie ekstremistyczne. Zgodnie z białoruskim prawem członkom grup ekstremistycznych grozi więzienie.
W marcu 2023 roku białoruski sąd skazał Cichanouską zaocznie na 15 lat więzienia. Biuro Swiatłany Cichanouskiej kontynuuje pracę na emigracji.
21 czerwca 2025 roku spotkała się w Wilnie z uwolnionym mężem Siarhejem Cichanouskim pierwszy raz od pięciu latach.

## Życie prywatne
Jest żoną Siarhieja Cichanouskiego. Ma z nim dwójkę dzieci.

## Odznaczenia
- Krzyż Zasługi (MSZ(inne języki)) – Estonia, 2021[34]